# Seznam slovenskih časopisov
V seznamu so našteti najstarejši slovenski časopisi in revije.

## Časopisi na Slovenskem
Prvi slovenski časopisi so nastali v začetku 19. stoletja; razporeditev je kronološka po začetni letnici izhajanja:
1. Laibacher Zeitung − izhajati je začel leta 1778, leta 1850 pa je postal dnevnik, izhajal je do leta 1914
2. Kmetijske in rokodelske novice − izhajati je pričel leta 1843, izhajal je do leta 1902
3. Drobtinice − izhajati je pričel leta 1846, izhajal je do leta 1901
4. Zgodnja Danica − izhajati je pričel leta 1848, izhajal je do leta 1902
5. Učiteljski tovariš − izhajati je pričel leta 1861, izhajal je do leta 1941
6. Slovenski gospodar − izhajati je pričel leta 1867, izhajal je do leta 1941
7. Slovenski narod − izhajati je pričel leta 1868, izhajal je do leta 1943
8. Zvon − izhajal je na Dunaju leta 1870 in v letih 1876−1880, urejal ga je Josip Stritar
9. Slovenec − izhajati je začel leta 1873, izhajal je do leta 1945
10. Ljubljanski zvon − izhajati je pričel leta 1881, izhajal je do leta 1941
11. Kres − izhajati je pričel leta 1881, izhajal je do leta 1886
12. Slovenski pravnik − izhajati je pričel leta 1881, izhajal je do leta 1940
13. Dom in Svet − izhajati je pričel leta 1888, izhajal je do leta 1944
14. Jugoslavija − izhajati je pričel leta 1918, izhajal je do leta 1922
15. Jutro − izhajati je začel leta 1920, izhajal je do leta 1945
16. Gruda − izhajati je pričel leta 1924, izhajal je do leta 1941
17. Slovenski Dom − izhajati je začel leta 1935, izhajal je do leta 1945
18. Novi čas (časopis) − izhajati je pričel v Gorici leta 1909, izhajal je do leta 1915
19. Novi čas (glasilo) − izhajati je pričel leta 1912, izhajal je do leta 1922
20. Novi čas (list) − izhajati je pričel leta 1932, izhajal je do leta 1933
21. Novi čas (vestnik), vestnik Osvobodilne fronte − izhajal 1944−45

## Časopisi in revije na Tržaškem in Goriškem do 1960
1. Slavljanski rodoljub − izhajal je leta 1849 v Trstu, vsega 6 številk
2. Jadranski Slavjan − izhajal je leta 1850 v Trstu, vsega 6 številk
3. Deželni zakonik in vladni list − izhajal je v letih 1851−52 v Trstu
4. Deželni vladni list − izhajal je v letih 1853−59 v Trstu
5. Ukazi deželnih oblastnij − izhajal je v letih 1860−62 v Trstu
6. Umni gospodar − izhajal je v letih 1853−65 v Gorici
7. Zakonik in Ukaznik − izhajal je v letih 1863−1918 v Trstu
8. Ilirski Primorjan − izhajal leta 1866 v Trstu, 24 številk, naslednje leto postane Slovenski Primorec
9. Tržaški ljudomil − izhajal leta 1866 v Trstu, vsega 11 številk
10. Domovina − izhajal v letih 1867−69 v Gorici
11. Slovenski Primorec − izhajal je v letih 1868−69 v Trstu
12. Gospodarski list − izhajal je v letih 1869−1879 v Gorici
13. Jadranska zarja − izhajal je v letih 1869−70 v Trstu
14. Juri s pušo − izhajal je v letih 1869−70 in z naslovom Jurij s pušo 1884−1886 v Trstu
15. Petelinček − izhajal je leta 1870 v Trstu, vsega 3 številke
16. Primorec − izhajal je leta 1871 v Trstu, 24 številk, nato od leta 1893 do 1914
17. Soča − izhajal je v letih 1871−1915 v Gorici
18. Glas − izhajal je v letih 1872−75 v Gorici
19. Kmetovalec − je v letih 1875−77 v Gorici
20. Edinost − izhajal je v letih 1876−1928 v Trstu
21. Cvetje z vertov Sv. Frančiška − izhajal je v letih 1880−1915 v Gorici
22. Šola − izhajal je v letih 1880−85 v Gorici
23. Gospodarski list − izhajal je v letih 1881−1902 v Gorici
24. Slovenski delavec − izhajal je v letih 1884−1885 v Trstu
25. Rimski katolik − izhajal je v letih 1888−1906 v Gorici
26. Nova Soča − izhajal je v letih 1889−92 v Gorici
27. Gorica − izhajal je v letih 1890−91 v Gorici
28. Delavski list − izhajal je v letih 1890−91 v Trstu
29. Brivec − izhajal je v letih 1891−1902 v Trstu, nato še ena številka leta 1913
30. Slovanski svet − je v letih 1891−95 v Trstu
31. Pavliha − izhajal je v letih 1892−94 v Ljubljani, tiskan v Trstu
32. Novičar − izhajal je leta 1893 v Trstu, tedensko večerno izdanje Edinosti
33. Primorski list − izhajal je v letih 1893−1914 v Trstu in Gorici
34. Sloga − izhajal je v letih 1893−95 v Gorici
35. Izvestje − izhajal je v letih 1894−1906 v Gorici
36. Goriški vestnik − izhajal je v letih 1894−96 v Gorici
37. Delavec − izhajal je v letih 1897−98 v Trstu
38. Slovenka − izhajal je v letih 1897−1900 v Trstu
39. Svoboda − izhajal je v letih 1897−98 v Trstu
40. Delavski prijatelj − izhajal je v letih 1898−99 v Gorici
41. Gospodarski list − izhajal je v letih 1898−1901 v Trstu
42. Rdeči prapor − izhajal je v letih 1898−1905 v Trstu
43. Gorica − je v letih 1889−1914 v Gorici
44. Mali novičar − izhajal je v letih 1899−1903 v Trstu
45. Novi list − izhajal je v letih 1899−1908 v Trstu
46. Narod − izhajal je leta 1900 v Gorici, 26 številk
47. Jednakopravnost − izhajal je v letih 1901−03 v Trstu
48. Svetilnik − izhajal je v letih 1901−03 v Trstu
49. Vinarski in vrtnarski list − izhajal je v letih 1901−02 v Trstu
50. Škrat − izhajal je v letih 1903−06 v Trstu
51. Družinski prijatelj − izhajal je v letih 1904−09 v Trstu
52. Knajpovec − izhajal je v letih 1904−06 v Gorici
53. Primorski gospodar − izhajal je v letih 1905−15 v Gorici
54. International − izhajal je v letih 1906−15 v Trstu
55. Samouprava − izhajal je v letih 1906−13 v Gorici
56. Naš glas (zadnje leto Kmečki glas) − izhajal v letih 1907−10 v Gorici
57. Delavski list − izhajal v letih 1908−09 v Trstu
58. Delavski tovariš − izhajal leta 1908 v Gorici, 14 številk
59. Kmetov prijatelj − izhajal v letih 1908−14 v Gorici
60. Narodni delavec − izhajal v letih 1908−11 v Trstu
61. Slovenska pisarna − izhajal v letih 1908−09 v Gorici
62. Zarja − izhajal v letih 1908−10 v Trstu
63. Železničar − izhajal v letih 1908−15 v Trstu
64. Avstrijski poštni rog − izhajal v letih 1909−13 v Trstu
65. Novi čas − izhajal v letih 1909−15 v Gorici
66. Časopis jugoslovanskih železniških uradnikov − izhajal v letih 1911−14 v Trstu
67. Društveni glasnik − izhajal v letih 1911−1914 v Trstu
68. Jugoslovanski železničar − izhajal v letih 1911−1914 v Trstu
69. Naši zapiski − izhajal v letih 1911−1914 v Gorici
70. Sokolski prapor − izhajal v letih 1911−1913 v Gorici.
71. Stavbinski delavec − izhajal v letih 1911−1914 v Trstu.
72. Svoboda − izhajal leta 1911 v Trstu, 21 številk
73. Veda − izhajal v letih 1911−15 v Gorici
74. Vestnik tržaške sokolske župe − izhajal v letih 1912−14 v Trstu
75. Trgovski list − izhajal v letih 1913−14 v Trstu
76. Za gospodarsko izobrazbo − izhajal v letih 1913−14 v Gorici
77. Goriški list − izhajal v letih 1914−15 v Gorici
78. Jugoslavija − izhajal leta 1914 v Trstu, 22 številk
79. Večerna edinost − izhajal v letih 1914−15 v Trstu
80. Zarja − izhajal leta 1915 v Trstu, 17 številk
81. Goriška straža − izhajal  v letih 1918−28 v Gorici
82. Trgovski list − izhajal v letih 1918−20 v Trstu
83. Njiva − izhajal leta 1919 v Trstu, 17 številk
84. Goriški Slovenec − izhajal v letih 1919−21 v Gorici
85. Uradni vestnik − izhajal v letih 1919−21 v Trstu
86. Mladika − izhajal v letih 1920−23 v Gorici
87. Učiteljski list − izhajal v letih 1920−26 v Trstu
88. Zbornik svečenikov Sv.Pavla − izhajal v letih 1920−28 v Gorici
89. Jadranka − izhajal v letih 1921−23 v Trstu
90. Novi rod − izhajal v letih 1921−26 v Trstu
91. Pravni vestnik − izhajal v letih 1921−28 v Trstu
92. Proletarec − izhajal leta 1921 v Gorici, 22 številk
93. Zadrugar − izhajal v letih 1921−26 v Trstu
94. Čuk na pal'ci − izhajal v letih 1922−26 v Gorici
95. Glas Julijske Benečije − izhajal v letih 1922−25 v Gorici
96. Gospodarski list − izhajal v letih 1922−28 v Gorici
97. Slovenka − izhajal v letih 1922−23 v Gorici
98. Gospodarski vestnik − izhajal v letih 1923−28 v Gorici
99. Mali list − izhajal v letih 1923−29 v Trstu
100. Naš čolnič − izhajal v letih 1923−28 - v Gorici
101. Ženski svet − izhajal v letih 1923−29 v Trstu
102. Naš glas − izhajal v letih 1925−28 v Trstu
103. Nova pota − izhajal v letih 1925−28 v Gorici
104. Rast − izhajal v letih 1925−26 v Gorici
105. Staničev vestnik − izhajal v letih 1926−28 v Gorici
106. Jaselce − izhajal v letih 1927−29 v Gorici
107. Družina − izhajal v letih 1929−30 v Gorici
108. Novi list − izhajal v letih 1929−30 v Gorici
109. Svetogorska Kraljica − izhajal v letih 1938−39 v Gorici
110. Soški tednik − izhajal v letih 1945−47 v Gorici
111. Slovenski Primorec − izhajal v letih 1945−48 v Gorici
112. Primorski dnevnik − izhaja od leta 1945 v Trstu
113. Tržaški tednik − izhajal v letih 1945−54 v Trstu
114. Soča − izhajal v letih 1947−60 v Gorici
115. Katoliški glas − izhaja od leta 1949 v Gorici
116. Matajur (danes Novi Matajur) − izhaja od leta 1950 v Vidmu
117. Novi list − izhaja od leta 1954 v Trstu
118. Mladika − izhajati je pričel leta 1957, izhaja še danes

## Časopisi, ki so izhajali ilegalno
Po prvi svetovni vojni se je na Tržaškem in Goriškem nad Slovenci stopnjeval pritisk s strani italijanskega fašizma. Vsa slovenska društva in časopisi so bili ukinjeni, zato so zavedni Slovenci začeli pisati in razmnoževati svoja glasila na edini še mogoč način, to je bilo s pisalnimi stroji in s ciklostili. Na ta način je bil krog bralcev zelo zožen, vendar so tako pisani časopisi krožili iz rok v roke, brali pa so jih v večjih skupinah tam, kjer so se lahko zbirali. Takšni so bili sledeči časopisi:
1. Soča (strojepisna izdaja) − izhajal v  Gorici leta 1927
2. Iztok (opalografska izdaja) − izhajal v Gorici leta 1927
3. Človek iz višine (rokopisna izdaja) − izhajal v Gorici leta 1929
4. Kmetski glas (ciklostilna izdaja) − izhajal v Gabrovici leta 1932
5. Dijaški list (strojepisna izdaja) − izhajal v Gorici leta 1934
6. Tihe besede (strojepisna izdaja) − izhajal v Gorici leta 1935
7. Gmajna (strojepisna izdaja) − izhajal je v Koprivnem pri Gorici leta 1936
8. Štampiharski glas (strojepisna izdaja) − izhajal je v Trstu leta 1937
9. Domača kaplja (strojepisna izdaja) − izhajal je v Trstu leta 1937
10. Brinjevke (opalografska izdaja) − izhajal je v Tomaju leta 1938
11. Plava ovca (strojepisna izdaja) − izhajal je v Trstu leta 1939
12. Malajda (strojepisna izdaja) − izhajal je v Trstu leta 1939
13. Iskra (strojepisna izdaja) − izhajal je v Trstu leta 1939
14. Lipa (strojepisna izdaja) − izhajal je v Trstu leta 1940
15. Plamen (ciklostilna izdaja) − izhajal je Trstu leta 1940
16. Plamenica (strojepisna izdaja) − izhajal je v Trstu leta 1940

## Vir
- Srečko Vilhar − Prerez zgodovine slovenskih knjižnic in knjižničarstva na Primorskem (www.dlib.si)
- Miša Šalamun − Slovensko primorsko časopisje: Zgodovinski pregled in bibliografski opis (COBISS) Študijska knjižnica v Kopru, Lipa, 1961.